# Sayreville

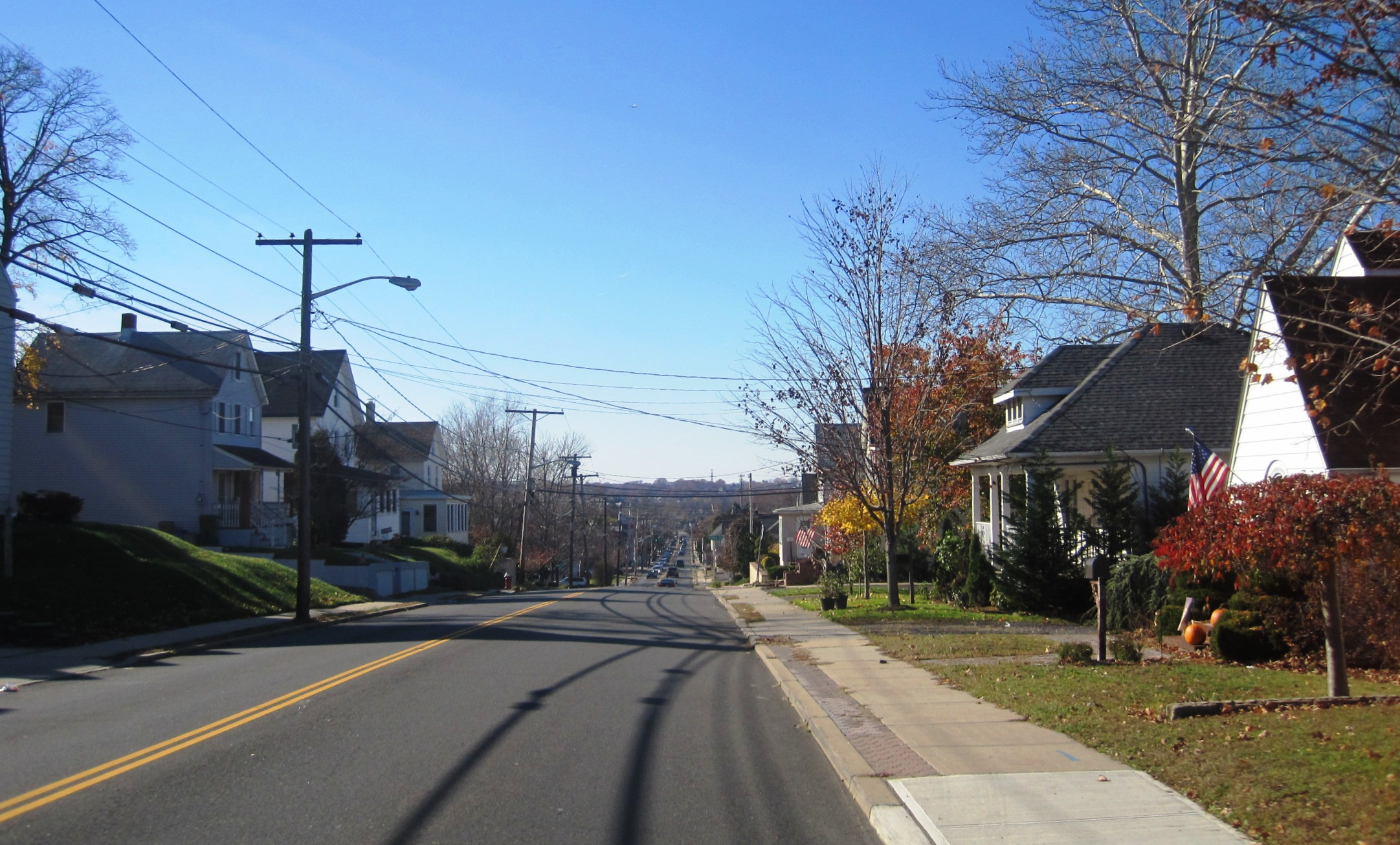
Sayreville (2015)

Sayreville ist eine Stadt im Middlesex County, New Jersey, USA. Das U.S. Census Bureau hat bei der Volkszählung 2020 eine Einwohnerzahl von 45.345 ermittelt.

## Geographie
Die geographischen Koordinaten der Stadt sind 40°27'57" nördliche Breite und 74°19'27" westliche Länge.
Nach den Angaben des United States Census Bureaus hat die Stadt eine Gesamtfläche von 48,6 km2, wovon 41,2 km2 Land und 7,4 km2 (15,20 %) Wasser ist.

## Geschichte
Das Explosionsunglück von Gillespie am 4. Oktober 1918 forderte über 100 Todesopfer.

## Demographie
Nach der Volkszählung von 2000 gibt es 40.377 Menschen, 14.955 Haushalte und 10.917 Familien in der Stadt. Die Bevölkerungsdichte beträgt 980,5 Einwohner pro km2. 76,47 % der Bevölkerung sind Weiße, 8,62 % Afroamerikaner, 0,13 % amerikanische Ureinwohner, 10,56 % Asiaten, 0,02 % pazifische Insulaner, 2,12 % anderer Herkunft und 2,08 % Mischlinge. 7,29 % sind Latinos unterschiedlicher Abstammung.
Von den 14.955 Haushalten haben 34,3 % Kinder unter 18 Jahre. 57,5 % davon sind verheiratete, zusammenlebende Paare, 11,1 % sind alleinerziehende Mütter, 27,0 % sind keine Familien, 22,3 % bestehen aus Singlehaushalten und in 8,7 % Menschen sind älter als 65. Die Durchschnittshaushaltsgröße beträgt 2,68, die Durchschnittsfamiliengröße 3,17.
23,6 % der Bevölkerung sind unter 18 Jahre alt, 7,3 % zwischen 18 und 24, 34,2 % zwischen 25 und 44, 22,5 % zwischen 45 und 64, 12,4 % älter als 65. Das Durchschnittsalter beträgt 36 Jahre. Das Verhältnis Frauen zu Männer beträgt 100:96,3, für Menschen älter als 18 Jahre beträgt das Verhältnis 100:92,0.
Das jährliche Durchschnittseinkommen der Haushalte beträgt 58.919 USD, das Durchschnittseinkommen der Familien 66.266 USD. Männer haben ein Durchschnittseinkommen von 47.427 USD, Frauen 35.151 USD. Der Prokopfeinkommen der Stadt beträgt 24.736 USD. 4,7 % der Bevölkerung und 3,4 % der Familien leben unterhalb der Armutsgrenze, davon sind 6,1 % Kinder oder Jugendliche jünger als 18 Jahre und 5,3 % der Menschen sind älter als 65.

## Einwohnerentwicklung
| Jahr | Einwohner¹ |
| ---- | ---------- |
| 1980 | 29.969     |
| 1990 | 34.986     |
| 2000 | 40.377     |
| 2010 | 42.704     |
| 2020 | 45.345     |

¹ 1980 – 2020: Volkszählungsergebnisse

## Söhne und Töchter der Stadt
- Mohamed Sanu (* 1989), American-Football-Spieler